# RSC M1917
RSC M1917 (celým jménem: Le fusil automatique de 8 mm RSC modele 1917) byla francouzská samonabíjecí puška používaná během první světové války. Tato puška byla první vojenskou samonabíjecí puškou zavedenou do výzbroje ve velkém množství. Zkratka zbraně je odvozena od počátečních písmen jmen konstruktérů pušky: Ribeyrolles, Sutter, Chauchat.

## Historie
Roku 1910 byla formálně přijata do výzbroje francouzské armády samonabíjecí puška Meunier, která potencionálně mohla nahradit zastaralou pušku Lebel. Okamžitá výroba pušky Meunier A6 se ale nerozběhla z důvodu vlekoucích se debat nad podobou nového náboje. Do začátku první světové války zbrojovka v Tulle vyrobila jen 1013 pušek Meunier, které využívaly vlastní náboj (7x57 Meunier 1912). V srpnu 1914 byla výroba pušky Meunier zastavena, kvůli obavě z logistických komplikací, které by způsobila distribuce dvou druhů střeliva na frontu.
V květnu 1916 byla zavedena do výzbroje samonabíjecí puška konstrukčního týmu: Ribeyrolles, Sutter, Chauchat. RSC M1917 byla levnější a jednodušší na výrobu než Meunier A6 také díky použití komponentů z pušek Berthier a Lebel, ale především používala náboj 8 mm Lebel.
RSC se tak dostala na frontu až k závěru války a bylo jasné, že jí nebude možné vyrábět v takovém množství aby nahradila ostatní pušky, proto byla zbraň vydávána přednostně zkušeným vojákům a dobrým střelcům, kteří mohli naplno využít potenciálu této zbraně.
Výroba vylepšeného modelu RSC M1918 dobíhala ještě chvíli po válce a poté bylo podniknuto několik pokusů o modernizaci zbraně v průběhu 20. a 30. let. Pušky RSC M1917 a RSC M1918 byly hojně využity ve 20. letech v rífské válce, kde se dobře osvědčily.
Po roce 1935 byla značná část zbraní upravena zaslepením plynového kanálku, čímž byl vyřazen z provozu plynový píst a tedy i celý samonabíjecí mechanismus, zbraně se tak staly opakovacími puškami s přímotažným závěrem. Tento krok souvisel s předáním zbraní francouzským koloniálním a rezervním jednotkám. Důvodem mohla být jak nedůvěra v loajálnost vojáků těchto jednotek tak obava z plýtvání střelivem při poloautomatické střelbě.
Menší počet zbraní se ještě účastnil bojů při vpádu nacistických vojsk do Francie. Omezené množství zbraní ještě používal Vichistický režim a na konci války Volkssturm pod označením Selbstlade-Gewehr 310(f).

## Popis
Mechanika zbraně byla založena na odběru prachových plynů z hlavně, které jsou vedené kanálkem do plynové trubice umístěné pod hlavní. Píst jehož pružina zároveň plní funkci vratné vzpruhy je pevně spojen táhlem s nosičem závorníku. Otočný závorník má 2 řady po třech uzamykacích ozubech na každé straně.
Zbraň měla nábojovou schránku s odklopným víkem, po vystřílení všech nábojů zůstával prázdný rámeček ve schránce, stačilo pouze otevřít víko a vlastní vahou vypadl ven. Při nabíjení musela být zbraň držena schránkou nahoru nebo do boku aby z ní nový rámeček nevypadl. V době kdy tým konstruktérů ve zbrojovce v Tulle pracoval na konstrukci RSC M1917, byl zároveň vyvíjen rámeček na 5 ran pro pušku Berthier. Obě skupiny spolu ale nebyly v kontaktu a tak se stalo že RSC M1917 měla vlastní rámeček, který nebyl kompatibilní s puškami Berthier. Nábojový rámeček byl na jedno použití, opakované používání stejných rámečku vede k selhání zbraně. Hledí a pažba je použita z pušky Lebel hlaveň z pušky Berthier a trubicový zásobník z pušky Lebel posloužil jako základ plynové trubice.
Spoušťový mechanismus zbraně byl velmi progresivní a byl později využit mnoha konstruktéry zbraní. Z RSC M1918 pravděpodobně konstrukčně vychází úspěšná americká puška M1 Garand.
Největší slabinou zbraně byl plynový kanálek a plynový násadec, které měly tendenci se zanášet zbytky povýstřelových spalin, což bylo do značné míry zapříčiněno méně kvalitním střelným prachem a s tímto problémem se potýkalo více zbraní této doby.

## Varianty a úpravy
V průběhu první světové války byla konstrukce zbraně dále vylepšována, celkem tak v průběhu první světové války vznikly 3 varianty modelu 1917. Především se zjednodušovala konstrukce zbraně a usnadňovala rozborka zbraně, která byla velice složitá. Zásadní změnou bylo přidání otočného krytu, který zakrýval vybrání pro napínací páku v zadní části pouzdra závěru a tak brání vnikání nečistot do zbraně. Poslední velkou modifikací byla úprava zbraně na rámečky pušky Berthier, která znemožnila používání předchozích rámečku a tak zbraň dostala označení RSC M1918. Zbraň nebyla původně vybavena střeleckou pohotovostí, ale jen záchytem závěru pro manuální vystavení závěru v zadní pozici, to se změnilo až s modelem M1918. V průběhu první světové války byla experimentálně zkoušena zkrácená verze M1917, která ale nebyla zavedena do výzbroje. Zkrácení délky se dočkala až verze M1918.